# Kadashman-Turgu

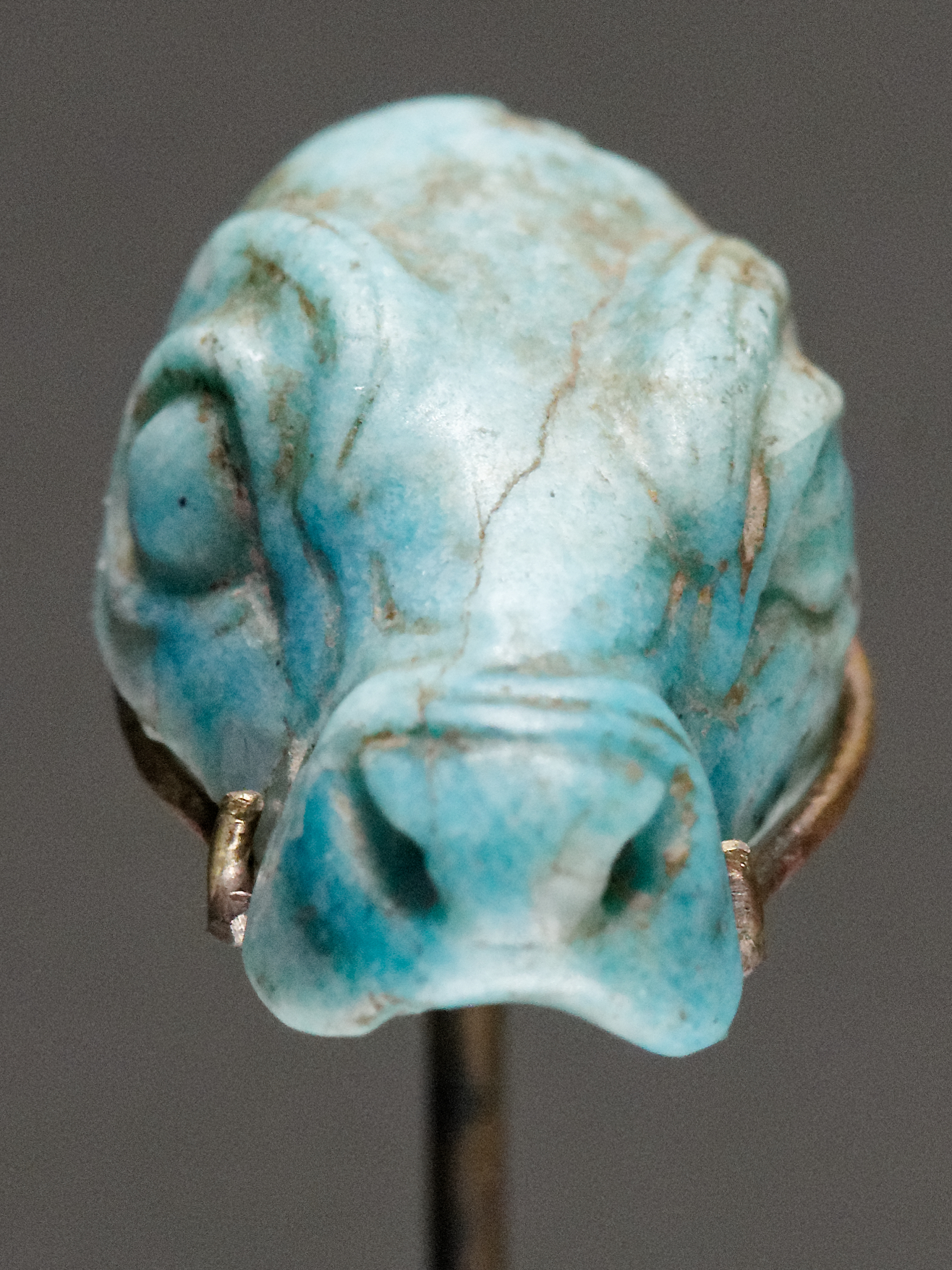
Amuleto de Kadashman-Turgu
Museo del Louvre

Kadashman-Turgu fue un rey de la dinastía casita de Babilonia que reinó en el período 1281 a. C.-1264 a. C. (cronología corta).
Una inscripción de Assur resalta las cordiales relaciones que este rey mantuvo con el de Asiria, Adad-nirari I, pero las victorias de este en el norte, sobre todo a partir de la toma de Ḫanigalbat (Mitani), llevó a un enfriamiento, y a un acercamiento del babilonio al imperio hitita, preocupados ambos por el expansionismo asirio. 
En efecto, firmó un tratado con Hattusili III, que contenía una cláusula que preveía que en caso de muerte de uno de los dos reyes, el superviviente cuidaría de los hijos del desaparecido y les ayudaría a conservar el poder. El beneficiado resultó ser Kadashman-Turgu, que murió primero, dejando un hijo muy joven, Kadashman-Enlil II.
Otra de las cláusulas era de apoyo militar mutuo, y se hizo efectiva con ocasión de la huida del antecesor de Hattusili III, Urhi-Teshub, que al ser derrocado, se refugió en Egipto. Con este motivo, el babilonio rompió relaciones con Egipto, y prestó ayuda militar a su aliado.